# جفری هریسون
جوفری هریسون (انگلیسی: Geoffrey Harrisonٰ؛ زاده ۱۸ ژوئیهٔ ۱۹۰۸ – درگذشته ۱۲ آوریل ۱۹۹۰) دیپلمات اهل بریتانیا بود. او سفیر سابق بریتانیا در کشورهای ایران، شوروی و برزیل بود. جوفری هریسون از سال ۱۳۳۷ تا ۱۳۴۲ خورشیدی سفیر بریتانیا در ایران بود.
وی همچنین برندهٔ جوایزی همچون نشان سلطنتی ویکتوریایی شده‌است.